# Franklin Institute
El Franklin Institute es un museo de ciencia y un centro de educación e investigación científica de Filadelfia, Pensilvania. Lleva el nombre del científico y estadista estadounidense Benjamin Franklin, y alberga el Memorial nacional Benjamin Franklin. Fundado en 1824, el Franklin Institute es uno de los centros más antiguos de educación y desarrollo de la ciencia en los Estados Unidos.

## Historia
El 5 de febrero de 1824, Samuel Vaughan Merrick y William H. Keating fundaron el Instituto Franklin del Estado de Pensilvania para la promoción de las Artes Mecánicas.
«Con el fin de seguir desarrollando los recursos de la unión, aumentar la independencia nacional, fomentar el ingenio y la industria del pueblo, y así aumentar las comodidades de la comunidad en general».(Franklin Institute, opening day 1824, The Literary chronicle for the Year 1824, p. 524)
Iniciado en 1825, el Instituto fue una fuerza importante en la profesionalización de la ciencia y la tecnología americanas a lo largo del siglo XIX, comenzando con las primeras investigaciones sobre los motores de vapor y la energía hidráulica. Además de llevar a cabo investigaciones científicas, fomentó la investigación y la educación dirigiendo escuelas, publicando el influyente Journal of The Franklin Institute, patrocinando exposiciones y reconociendo el avance científico y la invención con medallas y premios.
A finales del siglo XX, las funciones de investigación del Instituto dieron paso a la educación del público en general a través de su museo. La Bartol Research Foundation of the Franklin Institute (Fundación de Investigación Bartol del Instituto Franklin), fundada en 1924 para llevar a cabo investigaciones en las ciencias físicas, es ahora parte de la Universidad de Delaware.  Los Laboratorios de Investigación y Desarrollo del Instituto Franklin funcionaron desde la Segunda Guerra Mundial hasta la década de 1980.

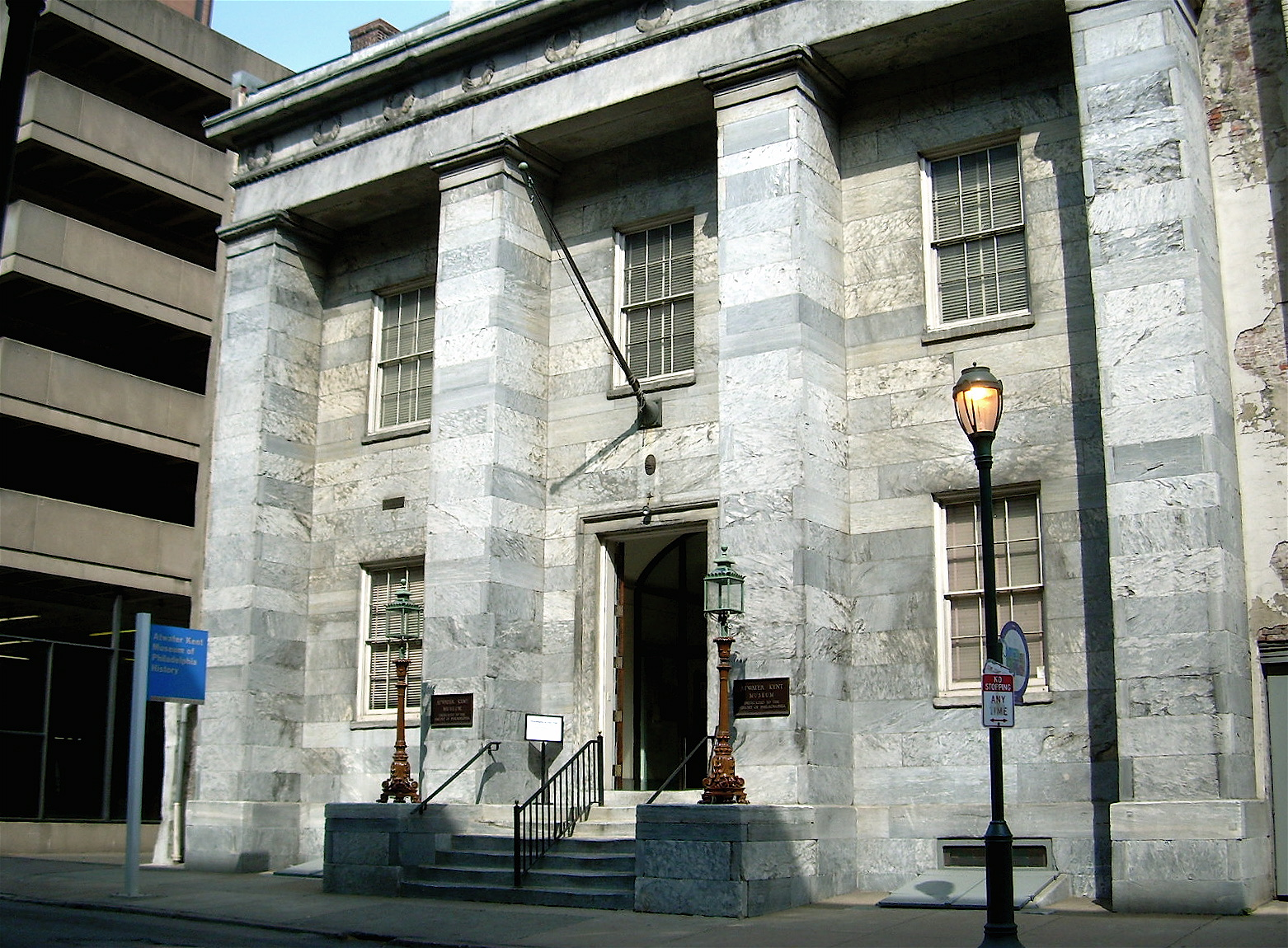
El edificio original del Franklin Institute es en la actualidad el Museo de Historia de Filadelfia.

Muchos científicos han demostrado una nueva tecnología innovadora en el Franklin Institute. Del 2 de septiembre al 11 de octubre de 1884, fue sede de la Exposición Internacional de Electricidad de 1884, la primera gran exposición de electricidad en los Estados Unidos. La primera demostración pública en el mundo de un sistema de televisión totalmente electrónico fue dada más tarde por Philo Farnsworth  el 25 de agosto de 1934.
La primera mujer miembro, Elizabeth Skinner, fue elegida en 1833. El Franklin Institute se integró en 1870, cuando el profesor y activista de Filadelfia Octavius Catto fue admitido como miembro.
El edificio original del Instituto, situado en el 15 South 7th Street, que es actualemtne la sede del Museo de Historia de Filadelfia, resultó ser demasiado pequeño para la investigación, los programas educativos y la biblioteca del Instituto. El Instituto se mudó a su actual sede en el Benjamin Franklin Parkway, cerca de la intersección con la 20th Street, en 1934. Desde el principio, las nuevas instalaciones estaban destinadas a educar a los visitantes a través de la interacción con las exhibiciones: «Se animaría a los visitantes de este museo a tocar, manejar y operar las exposiciones para aprender cómo funcionan las cosas». Los fondos para construir el nuevo Instituto y el Franklin Memorial procedían del Club Richard Pobre, el Consejo de Administración de la Ciudad, el Benjamin Franklin Memorial, Inc. y el Instituto Franklin. El diseño original de John T. Windrim era un edificio completamente cuadrado que rodeaba la estatua de Benjamin Franklin, que aún no había sido construida. A pesar de los efectos de la Gran Depresión, el Benjamin Franklin Memorial, Inc. recaudó 5 millones de dólares entre diciembre de 1929 y junio de 1930. Solo se construyeron dos de las cuatro alas previstas por Windrim; estas dan al Parkway y comparten elementos de diseño con otras estructuras culturales y cívicas alrededor del Logan Circle.

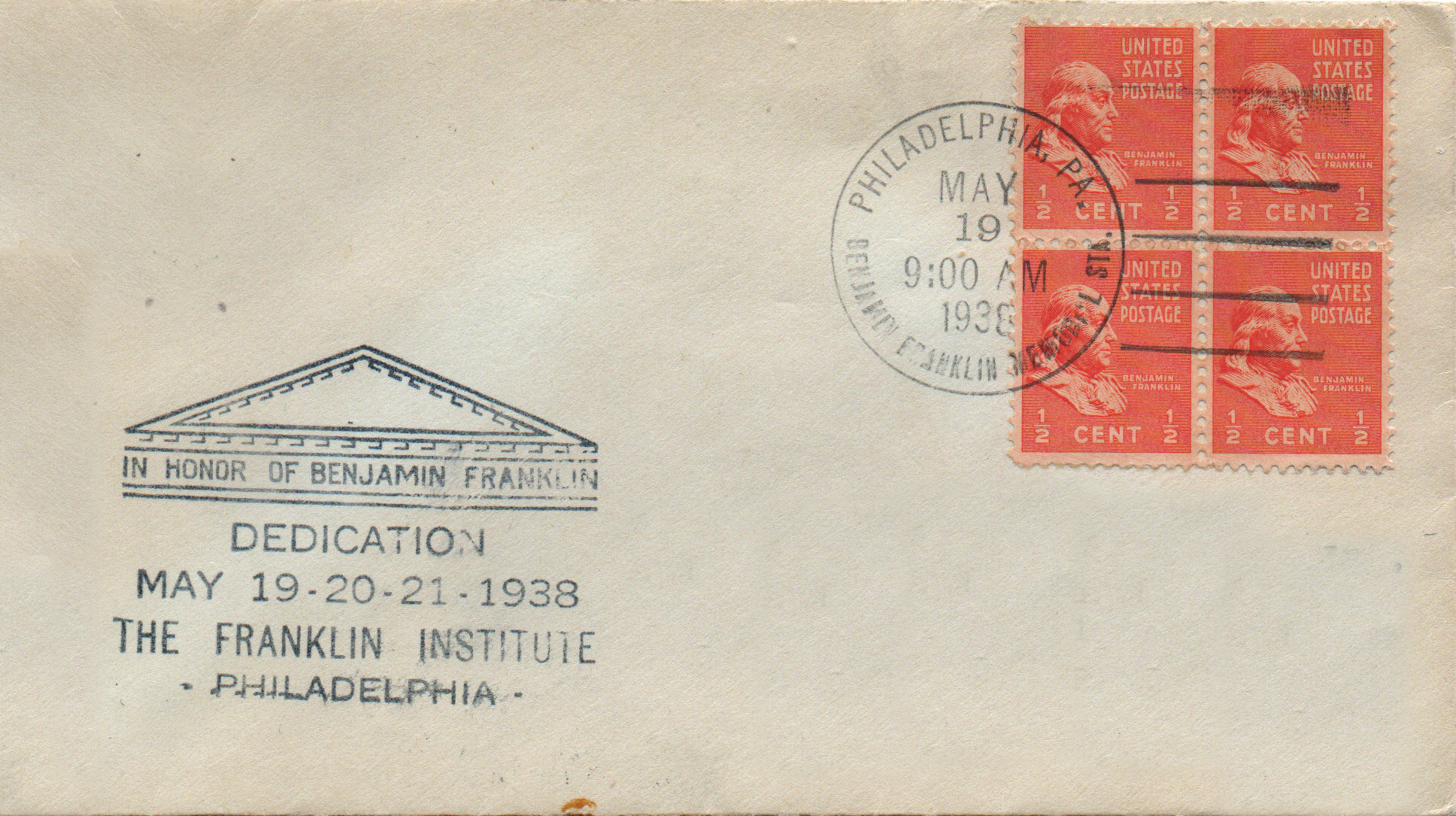
Sello FDC para Franklin de 1/2¢ emitido en el Franklin Institute el 19 de mayo de 1938

El 31 de marzo de 1940, el agente de prensa William Castellini emitió un comunicado de prensa declarando que el mundo se acabaría al día siguiente. La historia fue recogida por KYW, que informó, «Sus peores temores de que el mundo se acabará son confirmados por los astrónomos del Franklin Institute, Filadelfia. Los científicos predicen que el mundo se acabará mañana a las 3 p. m. hora del este. Esto no es una broma de abril. La confirmación se puede obtener de Wagner Schlesinger, director del Fels Planetarium de esta ciudad»." Esto causó un pánico en la ciudad que solo se calmó cuando el Franklin Institute aseguró a la gente que no había hecho tal predicción. Castellini fue despedido poco después.
El 21 de diciembre de 2017, durante una fiesta organizada por el museo, un festero con sus compañeros se coló en una exposición cerrada de diez guerreros de terracota prestados por China. Después de que sus compañeros se fueron, el festero rompió y robó un pulgar de uno de los guerreros. Los agentes de la ley recuperaron más tarde el pulgar robado. El vandalizado soldado de caballería está valorado en 4,5 millones de dólares de los EE. UU. y se considera una «parte inestimable del patrimonio cultural de China». El vandalismo alimentó la indignación en los medios de comunicación chinos como Xinhua. El Franklin Institute culpó a su contratista de seguridad externa y declaró que había revisado sus medidas y procedimientos de seguridad para evitar que se repitieran esas situaciones. El delincuente fue acusado tanto de robo como de ocultación de un elemento del patrimonio cultural. La defensa argumentó que el acusado estaba siendo «sobrecargado» bajo los estatutos aplicables a los ladrones de arte profesionales. Un juicio en abril de 2019 terminó en un jurado en desacuerdo, con siete de los doce jurados a favor de la absolución. Un nuevo juicio en febrero de 2020 fue pospuesto debido a las restricciones de viaje relacionadas con la pandemia de COVID-19.

### Sucesión de presidentes
- James Ronaldson (1824–1841)
- Samuel V. Merrick (1842–1854)
- John C. Cresson (1855–1863)
- William Sellers (1864–1866)
- John Vaughan Merrick (1867–1869)
- Coleman Sellers (1870–1874)
- Robert Empie Rogers (1875–1878)
- William Penn Tatham (1880–1885)
- Joseph Miller Wilson (1887–1896)
- Dr. Walton Clark (1907–1923)
- Dr. W. Laurence LePage (1958-1967)

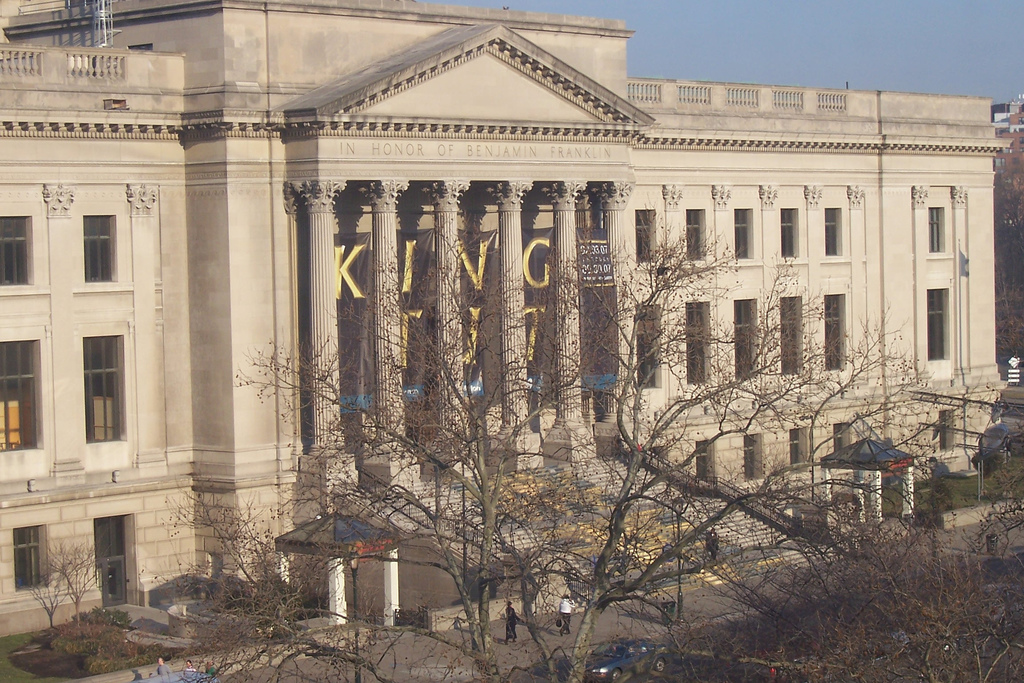
Los escalones frontales, vistos desde el Moore College of Art and Design.

- Dr. Athelstan F. Spilhaus (1967–1969)
- Dr. Bowen C. Dees (1970-1981)
- Dr. Joel N. Bloom (1969–1990)
- Dr. James L. Powell (1991-1994)
- Dr. Dennis M. Wint (1995–2014)
- Larry Dubinski (2014–present)

### Presidente de la Junta de Administradores
- Donald Morel (2014–presente).[12]

### Miembros eméritos de la Junta de Administradores
- William J. Avery[13]
- Marsha R. Perelman[13]
- James A. Unruh[13]

### Campaña de capital

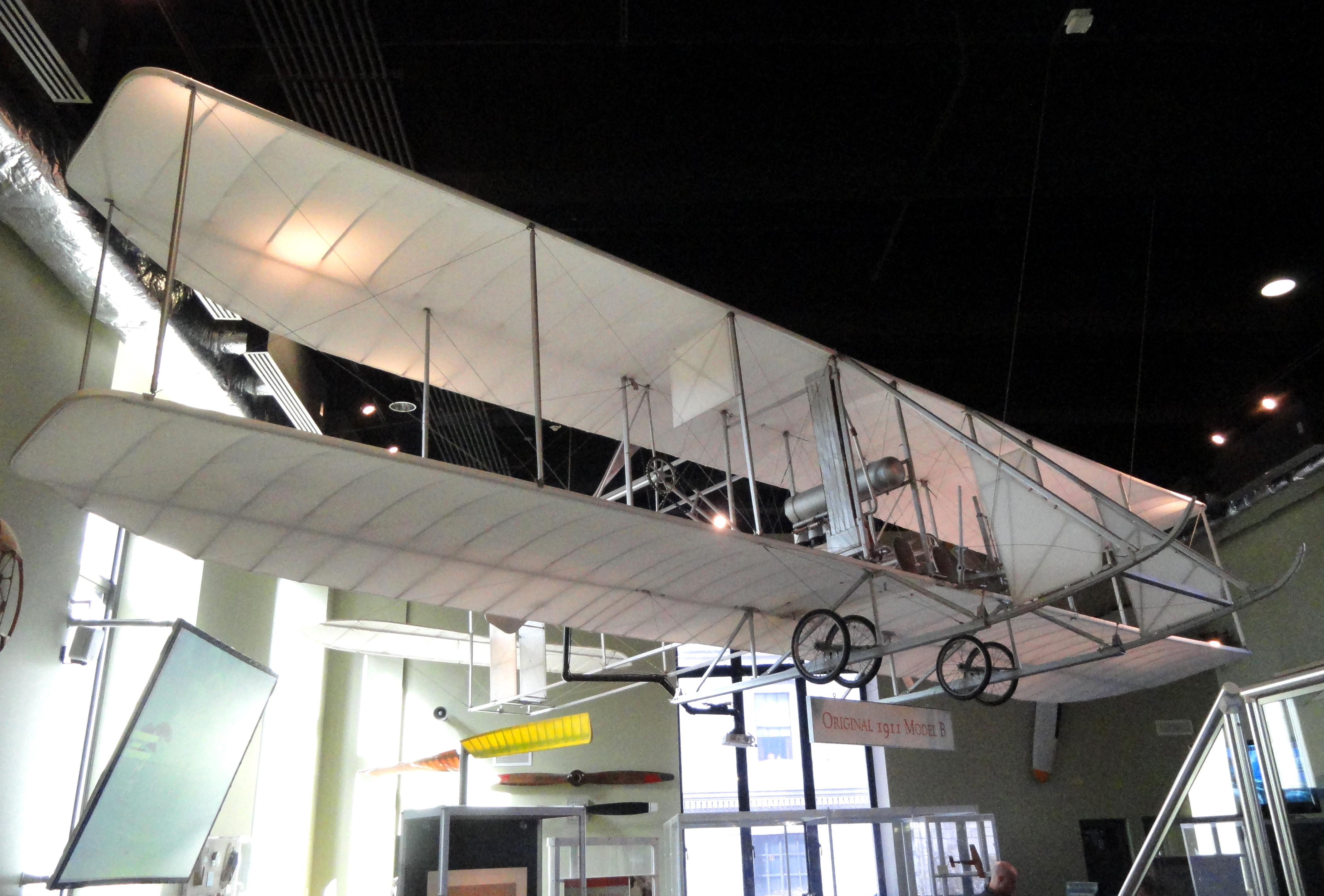
Un avión modelo B de 1911 de los Hermanos Wright.

En 2006, el Franklin Institute inició actividades de recaudación de fondos para la campaña de capital Inspire Science!, una campaña de 64,7 millones de dólares destinada a financiar la construcción de una ampliación del edificio de 53 000 pies cuadrados, nuevas exposiciones y mejoras y renovaciones del edificio y las exposiciones del Instituto existentes.
En 2011, el Franklin Institute recibió una donación de 10 millones de dólares de Athena y Nicholas Karabots para la campaña de capital Inspire Science! Esta donación es la mayor en la historia del Instituto, y sitúa al Franklin Institute en los 6 millones de dólares de la meta de la campaña de capital de 64,7 millones de dólares. El Pabellón Nicholas y Athena Karabots no solo albergará una exposición de 10 millones de dólares sobre neurociencia, sino también un centro de conferencias, un aula y una sala adicional para exposiciones itinerantes.

## El Centro de Ciencias
La parte más reconocible del Centro de Ciencias del Franklin Institute es el Franklin Institute Science Museum. En el espíritu de investigación y descubrimiento encarnado por Benjamin Franklin, la misión del Franklin Institute Science Museum sirve para inspirar la comprensión y la pasión por el aprendizaje de la ciencia y la tecnología. Entre otras exhibiciones, el Science Museum tiene la mayor colección de artefactos del taller de los Hermanos Wright.

### Exposiciones permanentes

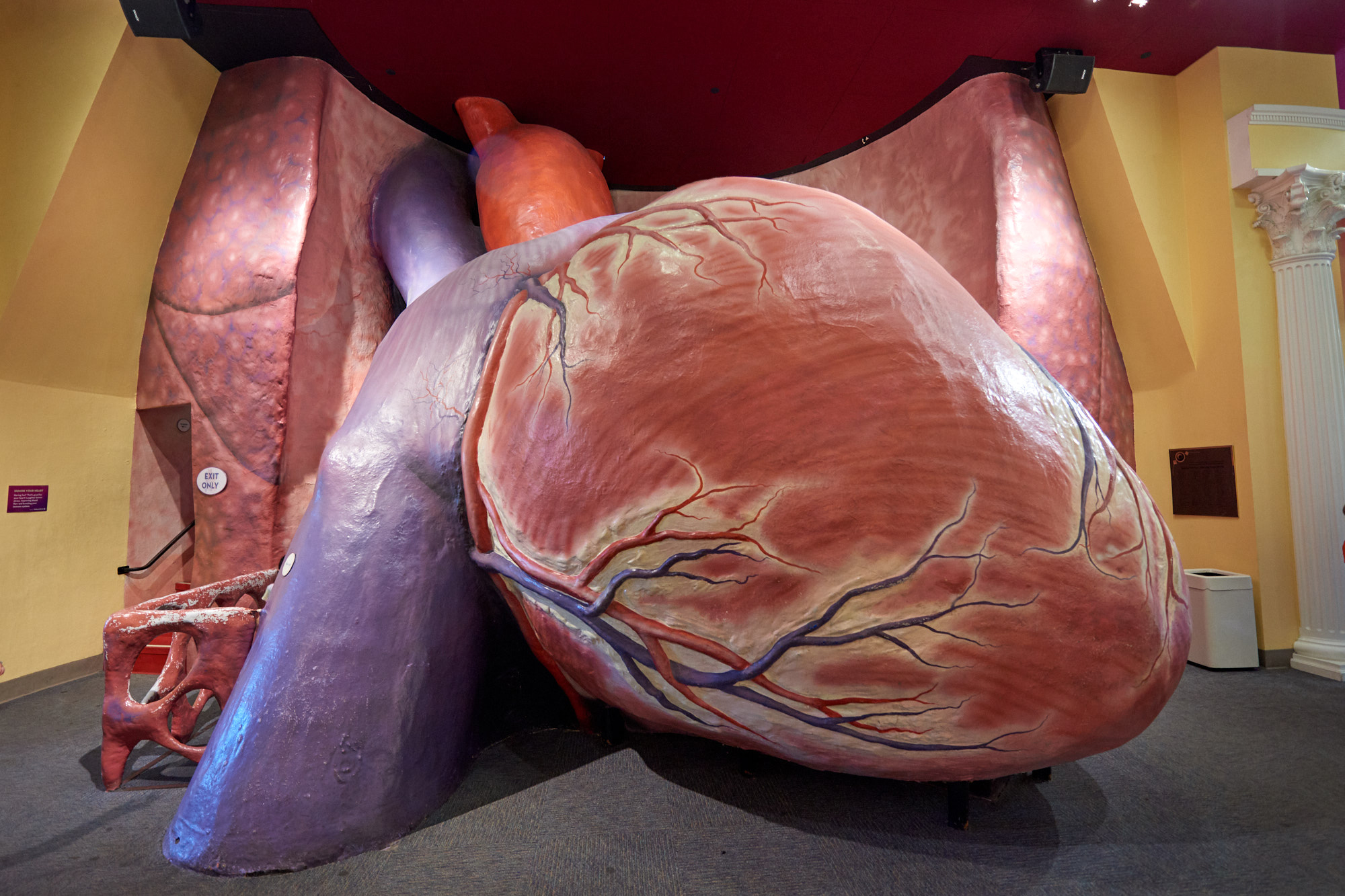
El Corazón gigante de 2019.

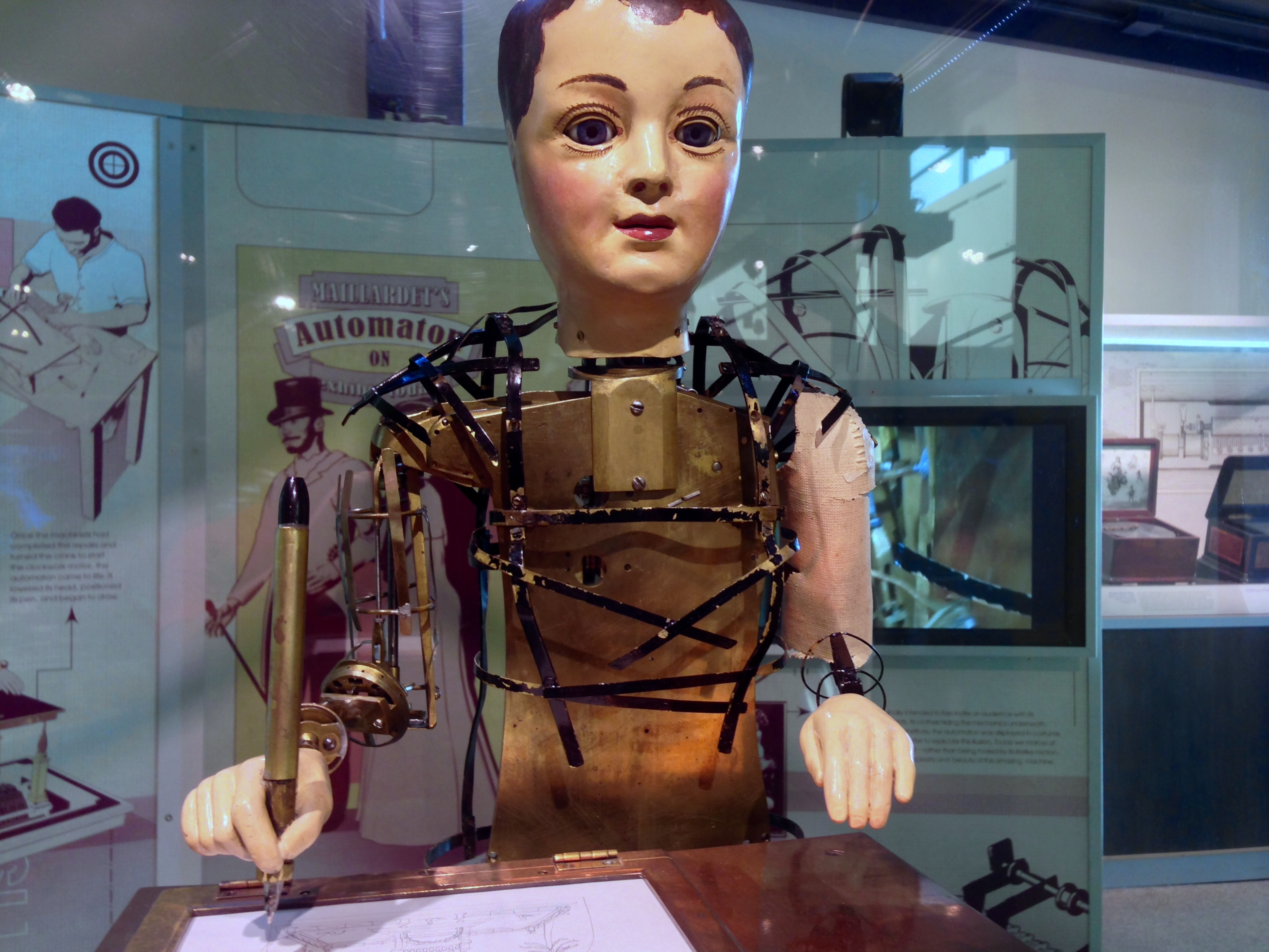
El autómata de Maillardet.

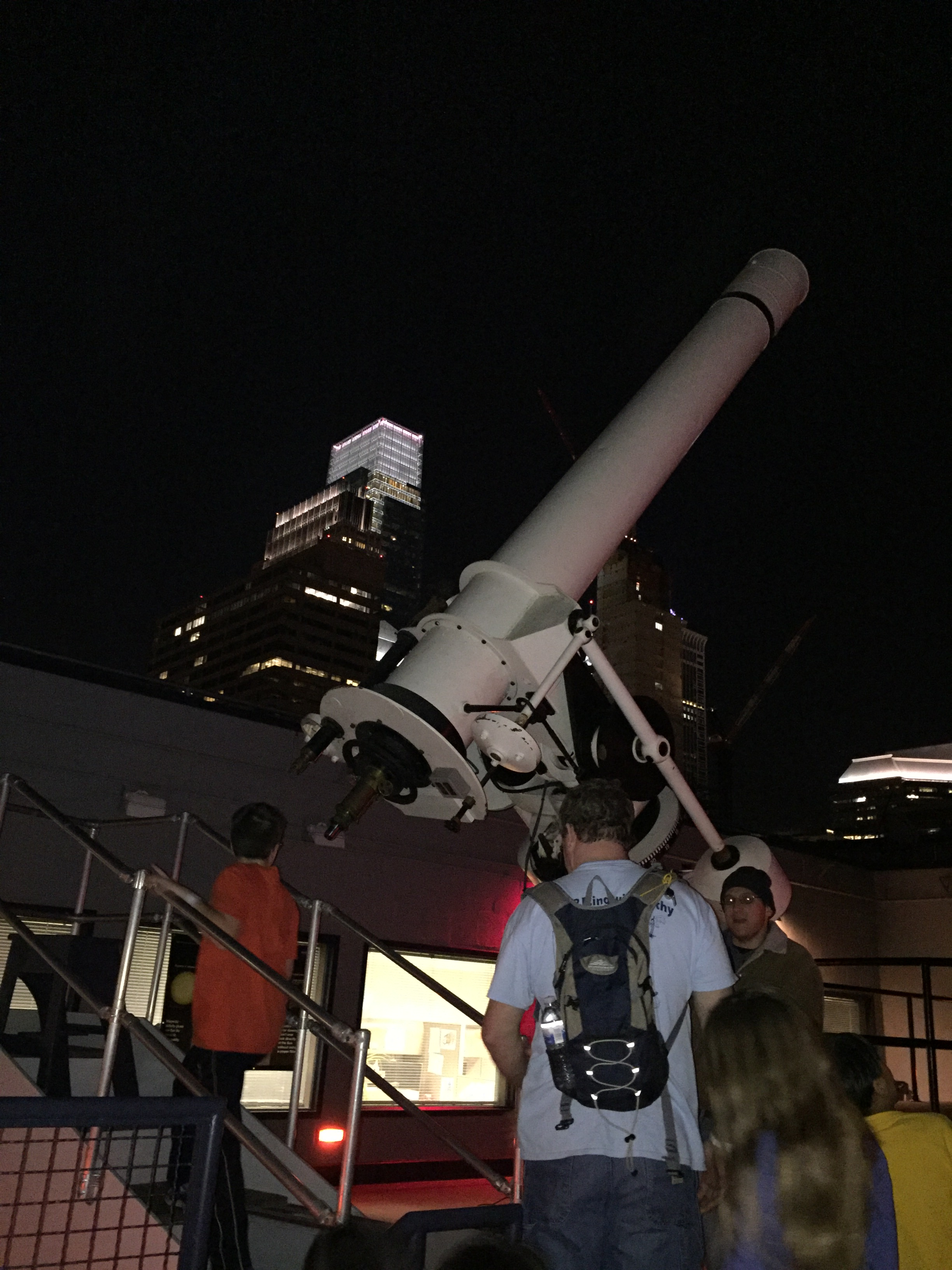
El observatorio Joel N. Bloom de noche.

- Electricity, que reemplazó Franklin...He's Electric ien 2010, muestra el descubrimiento de Franklin de la electricidad y su uso en el mundo moderno, incluyendo elementos como una pista de baile sostenible, y un conjunto de LEDs que se encienden en presencia de señales de teléfonos celulares y otras señales eléctricas de baja potencia.[16] (Electricity and Technology)
- Changing Earth, que se abrió al público, junto con Electricity, el 27 de marzo de 2010, centrada en las poderosas fuerzas del aire, el agua y la tierra y su efecto sobre la tierra, así como en la forma en que los humanos responden e interactúan con estas fuerzas.[17]
- The Franklin Airshow  presenta a los Hermanos Wright... Colección de Ingeniería Aeronáutica, su recién restaurado Modelo B Wright Flyer, y el avión de entrenamiento Lockheed T-33 de 1948 de la United States Air Force (Aviación y Tecnología)
- The Giant Heart entrenador de jets. (Aviación y Tecnología). (Biology, Chemistry and Anatomy)
- Joel N. Bloom Observatory, remodelado en 2006, cuenta con cinco telescopios, incluyendo uno muy grande... Refractor de Zeiss y cuatro (200 mm) reflectores de Meade.
- SportsZone es una exposición interactiva que muestra la ciencia detrás de los deportes. (Física y Tecnología)
- The Train Factory  tiene un tren real, que una vez fue movible: La locomotora de vapor Baldwin 60000, que fue llevada al museo mientras se construían las paredes del edificio. (La vía del 60000 es en sí misma está en el nivel superior de una exposición de tamaño completo sobre ingeniería de puentes en el sótano del museo y que estuvo cerrada al público durante mucho tiempo). (Historia, Ingeniería y Tecnología)
- Sir Isaac's Loft permite a los visitantes mezclar el arte y la ciencia en su propia obra maestra. (Física y Arte)
- Space Command tiene trajes espaciales reales y permite a los visitantes rastrear sus casas, en tiempo real, vía satélite. (Astronomía, Tecnología y Matemáticas)
- El Franklin Institute instaló Foxtrot Papa, un antiguo avión Boeing 707 de la British Airways, como exposición permanente a mediados de los años 1970. Situado sobre un parque científico al aire libre y conectado a la sala de aviación del segundo piso por puentes aéreos, este avión podía verse fácilmente desde el exterior del edificio y era una vista notable en medio de una gran ciudad. En la década de 1980, sin embargo, la aeronave se vendió para chatarra, para consternación de los entusiastas de la aviación local.[18]
- Amazing Machine permite a los visitantes experimentar un entorno parecido a una máquina con piezas poco vistas de la inestimable colección del Instituto Franklin, incluyendo el autómata de Maillardet.[19]
- Your Brain explora la fisiología y la neurología de nuestro órgano más notable. La exposición incluye una estructura de escalada de 18 pies de altura de Luckey Climber que simula los caminos neurales que envían mensajes, y un área para discutir cuestiones de ética de la neurociencia, además de 70 experiencias de aprendizaje interactivo.

## Otras atracciones

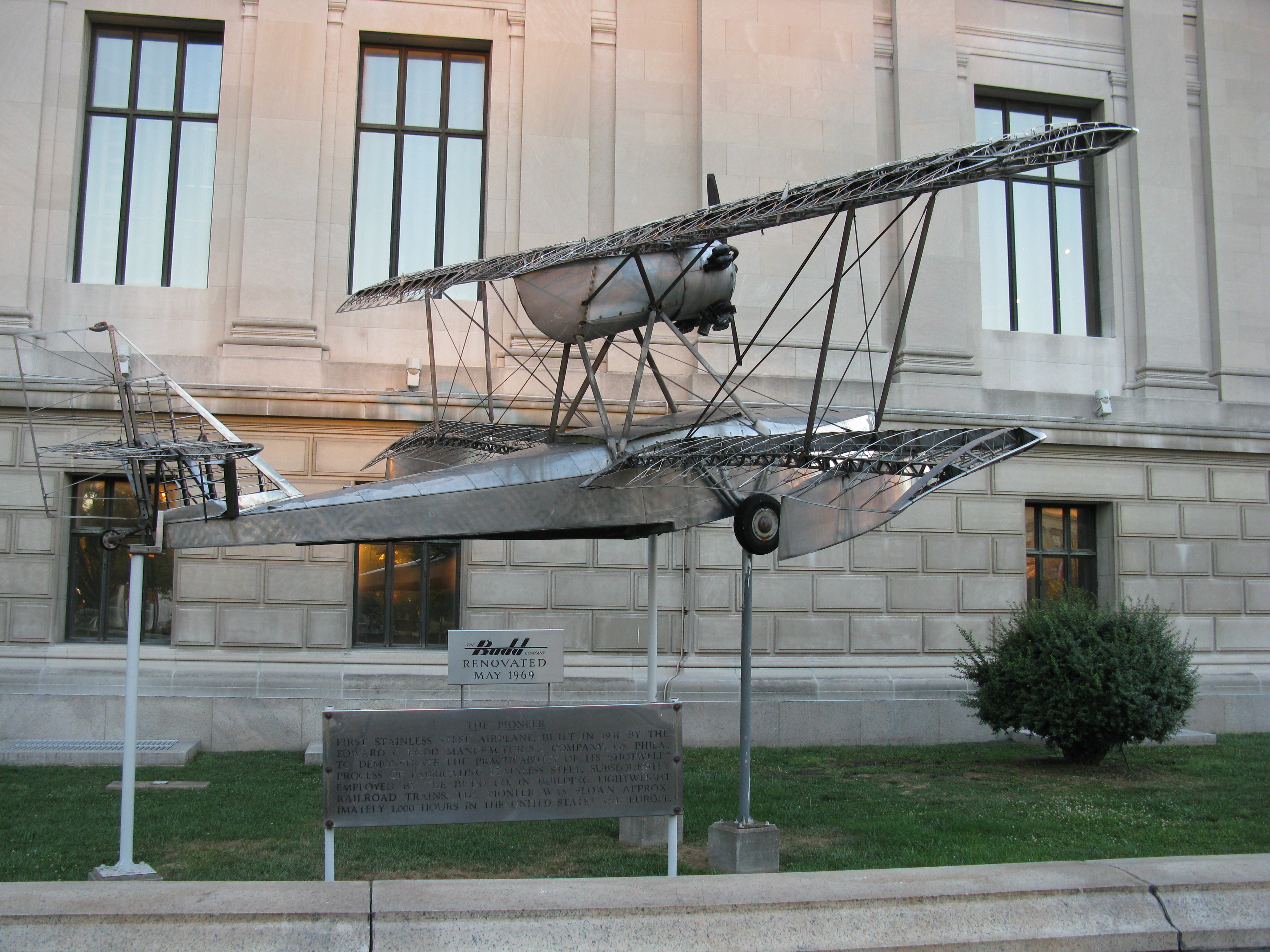
Budd BB-1 Pioneer frente al museo.

El Centro de Ciencias incluye muchas atracciones que no son exposiciones de museo. El «barco volador» Budd BB-1 Pioneer, frente al museo, fue el primer avión de acero inoxidable construido por la Budd Company y ha estado expuesto desde 1935.
Una maqueta que eventualmente se convertiría en el Módulo Lunar del programa Apolo, mostrado por primera vez en la Feria Mundial de 1966-67, celebrada en el Salón de la Ciencia de Nueva York, también se encuentra en el terreno.

#### Teatros
En 1933, Samuel Simeon Fels contribuyó con fondos para construir el planetario Fels, el segundo construido en los Estados Unidos después del planetario Adler de Chicago. Completamente reconstruido en 2002, el nuevo diseño del planetario incluye la sustitución de la cúpula original de acero inoxidable de 40 000 libras, construida originalmente en 1933. El nuevo domo de primera calidad es más ligero y tiene 18 m de diámetro. Es la primera de su tipo en los Estados Unidos. El planetario también está equipado para los visitantes con problemas de audición.
El teatro Tuttleman IMAX es un teatro con cúpula IMAX que abarca 180° y está inclinado a 30 grados. Los asientos colocan a la audiencia en la cúpula que tiene más de 21 metros de diámetro y 4,5 pisos de altura. Además, el teatro tiene 20 000 vatios de potencia de amplificación y más de 50 altavoces.
A principios de 2008, se completó una amplia renovación del auditorio del museo. Anteriormente un salón de conferencias, el espacio fue renombrado como Teatro Franklin, y cuenta con capacidades de proyección digital de Blu-Ray en 3-D y alta definición. El teatro Franklin proyecta películas educativas durante el día y también incluye largometrajes de estreno.

### Exposiciones itinerantes

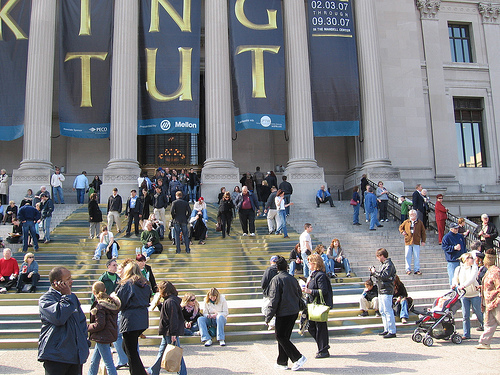
Durante la exhibición del faraón Tutankamón, los escalones delanteros fueron decorados con una imagen de su rostro.

En el pasado, el Centro de Ciencias ha albergado muchas exposiciones itinerantes, incluyendo Storms, Titanic,  Grotescología, Body Worlds, Darwin]', y Robots.  En el verano de 2007, el Instituto Franklin acogió Tutankhamun and The Golden Age of The Pharaohs (Tutankamón y la Edad de Oro de los Faraones), en el Centro Mandell del Museo de Ciencias del Franklin Institute. La exposición comenzó su gira por los Estados Unidos en Los Ángeles, California, y fue a Fort Lauderdale,, Florida, y Chicago, Illinois, antes de llegar a Filadelfia para su última aparición americana. Cuando la exposición dejó Filadelfia el 30 de septiembre de 2007, viajó a Londres, Inglaterra.
Esta exposición era casi el doble de grande que la exposición original de Tutankamón de los años 1970, y contenía 50 objetos directamente de la tumba de Tutankamón, así como casi 70 objetos de las tumbas de sus antepasados en El Valle de los Reyes. La exposición también presentaba una tomografía que revelaba el aspecto que podía tener el «Niño Rey».
El Franklin Institute es miembro de la Association of Science and Technology Centers (ASTC) y de la American Alliance of Museums (AAM).
El Instituto Franklin también es miembro de la Exposición del Museo de Ciencias en colaboración con el Museo de Ciencia e Historia de Fort Worth; el Museo de la Ciencia de Boston; COSI Columbus, anteriormente conocido como el Center of Science and Industry (Centro de Ciencia e Industria) de Columbus, Ohio; OMSI de Portland, Oregón; el Museo de la Ciencia de Minnesota en Saint Paul, Minnesota; y el California Science Center, anteriormente conocido como el California Museum of Science & Industry, en Los Ángeles, California.

### Memorial Nacional Benjamin Franklin

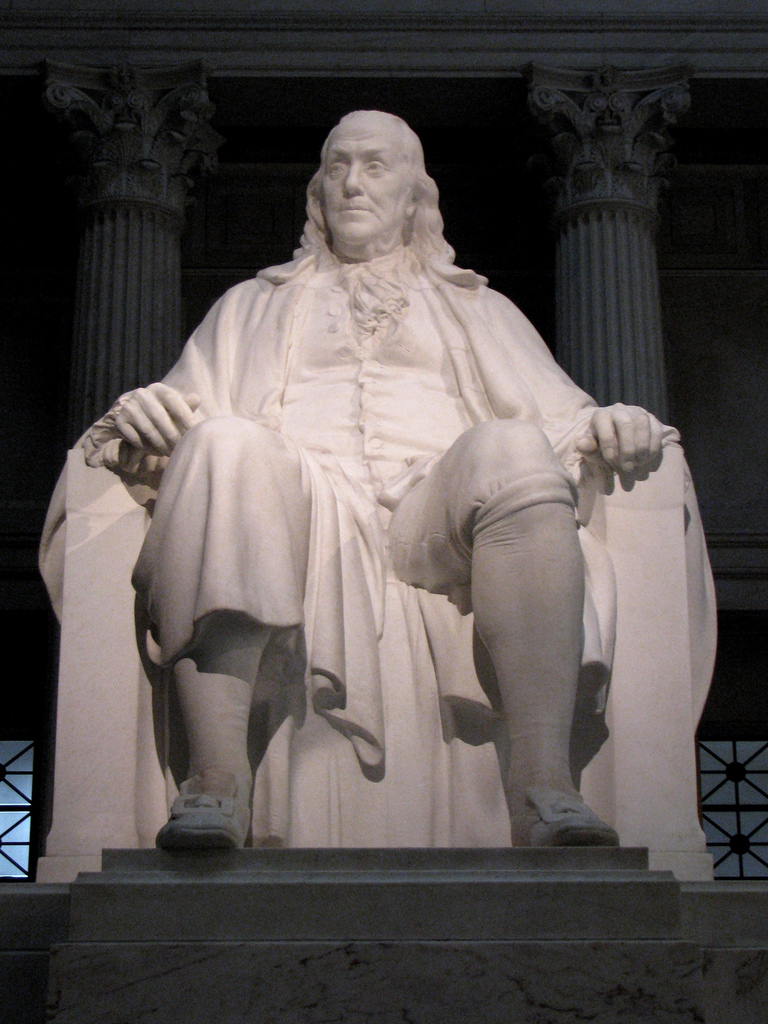
Estatua de Benjamin Franklin del escultor James Earle Fraser.

El Monumento Nacional Benjamín Franklin tiene una estatua de mármol de 6,1 m de altura, esculpida por James Earle Fraser. Originalmente inaugurado en 1938, el Memorial fue diseñado por el arquitecto John T. Windrim y modelado según el Panteón de Roma. La Sala tiene 25 m de largo, ancho y alto. El techo abovedado es autoportante y pesa 1600 toneladas. Los pisos, paredes, columnas, pilastras y cornisas están hechas de mármoles importados de Portugal, Italia y Francia. El Congreso de los Estados Unidos designó la Sala y la estatua como el Monumento Nacional oficial a Benjamin Franklin el 25 de octubre de 1972. El monumento fue dedicado por el vicepresidente Nelson Rockefeller en 1976.
El 30 de diciembre de 2005, el Congreso autorizó al Instituto a recibir hasta 10 millones de dólares en subvenciones de contrapartida para la rehabilitación del monumento y para el desarrollo de exposiciones relacionadas.
En el otoño de 2008, el Monumento Nacional Benjamín Franklin fue reabierto después de una restauración que duró todo el verano e incluyó mejoras multimedia. El ciudadano más famoso de Filadelfia aparece ahora en la Benjamin Franklin Forever, una presentación multimedia de 3,5 minutos de duración que utiliza toda la rotonda.
También cabe destacar la Colección frankliniana del Franklin Institute, parte de la cual se exhibe de forma rotativa en la Pendulum Staircase (Escalera del Péndulo). Entre los aspectos más destacados figuran el Medallón Nini de Franklin de 1777, el modelo a escala del busto de la estatua del Memorial, la figura del busto de Franklin del USS Franklin, su espada ceremonial utilizada en la corte del rey Luis XVI y el odómetro que Franklin utilizó para medir las rutas postales en Filadelfia. Además, la exposición de Electricidad del Instituto destaca uno de los pararrayos de Franklin, su tubo de electricidad, un generador electrostático Franklin, la publicación en 1751 de los Experimentos y Observaciones de Electricidad de Franklin (Experiments and Observations on Electricity), y los dos murales históricosde Thornton Oakley de 1940,  y el experimento de Franklin Kite and Key (Cometa y llave).

### The Journal of The Franklin Institute
En 1826, se estableció el The Journal of The Franklin Institute para publicar información sobre las patentes de los Estados Unidos y documentar los logros científicos y tecnológicos en toda la nación. Es la segunda revista científica más antigua que se publica sin solución de continuidad en el país[cita requerida], y actualmente se dedica principalmente a las matemáticas aplicadas.

### Premios

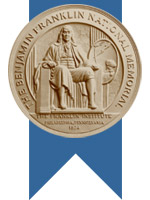
Medalla Benjamin Franklin

Desde 1824, el Franklin Institute ha mantenido el programa de premios de ciencia y tecnología más largo y continuado en el tiempo de Estados Unidos, y uno de los más antiguos del mundo. El primer número del Journal of The Franklin Institute, de enero de 1826, hace la primera referencia escrita a estos premios. Antes de 1998, el Instituto Franklin concedió varias medallas, como (el año indica la fecha en que se presentó por primera vez el premio): la medalla Elliott Cresson (1875), la medalla Edward Longstreth (1890), la medalla Howard N. Potts (1911), la medalla Franklin (1915), la medalla George R. Henderson (1924), la medalla Louis E. Levy (1924), la medalla John Price Wetherill (1926),[28] la medalla Frank P. Brown (la primera que se otorga por el FI fue en 1941), la medalla Stuart Ballantine (1947), y la medalla Albert Abraham Michelson (1968). Entre los ganadores anteriores se encuentran Henry Ford, Frank Lloyd Wright, Marie Curie, y Thomas Alva Edison.
En 1998 toda la dotación las medallas se reorganizaron con el nombre de medallas Benjamin Franklin. Se dan múltiples medallas cada año, para diferentes campos de la ciencia y la ingeniería. Los campos premiados hoy son Química, Ciencias Informáticas y Cognitivas", "Ciencias ambientales", "Ingeniería Eléctrica", "Ciencias de la Vida", "Ingeniería Mecánica" y "Física". En el pasado también se premiaron los campos de "Ciencias de la Tierra", "Ingeniería" y "Ciencia de los Materiales".
Además, desde 1990, se han otorgado anualmente el Bower Award and Prize for Achievement in Science Premio Bower (Premio Bower y el Premio al Logro Científico [abreviado como Premio Bower de Ciencia]) y el Bower Award for Business Leadership (Premio Bower de Liderazgo Empresarial). Están financiados mediante un legado de 7,5 millones de dólares en 1988 de Henry Bower, que era un fabricante de productos químicos en Filadelfia. El Bower Science Award (Premio Bower de Ciencia) está dotado con 250 000 dólares en efectivo, una de las mayores cantidades para un premio de ciencia en los EE. UU.
El Institute's Committee on Science and the Arts (Comité de Ciencia y Artes del Instituto) determina los ganadores de estos premios. Los destinatarios y la información conexa se pueden encontrar en la base de datos de laureados.
| premio                                                                  | 2012                                             | 2013                          | 2016                |
| ----------------------------------------------------------------------- | ------------------------------------------------ | ----------------------------- | ------------------- |
| Medalla en Química Benjamin Franklin                                    | véase Premio Bower de Ciencia                    | Jerrold Meinwald              | Nadrian C. Seeman   |
| Medalla Benjamin Franklin en Informática y Ciencias Cognitivas          | Vladimir Vapnik                                  | William Labov                 | Yale N. Patt        |
| Medalla Benjamín Franklin en Ciencias de la Tierra y del Medio Ambiente | Lonnie G. Thompson y Ellen Stone Mosley-Thompson | Robert A. Berner              | Brian F. Atwater    |
| Medalla Benjamin Franklin en Ingeniería Eléctrica                       | Jerry Nelson                                     | véase Premio Bower de Ciencia | Solomon W. Golomb   |
| Medalla Benjamin Franklin en Ciencias de la Vida                        | Sean B. Carroll                                  | Rudolf Jaenisch               | Robert S. Langer    |
| Medalla Benjamin Franklin en Ingeniería Mecánica                        | Zvi Hashin                                       | Subra Suresh                  | Shu Chien           |
| Medalla Benjamin Franklin en Física                                     | Rashid Sunyaev                                   | Alexander Dalgarno            | N/A                 |
| Premio Bower y Premio al Logro en la Ciencia                            | Louis E. Brus (Química)                          | Kenichi Iga                   | William J. Borucki  |
| Premio Bower al liderazgo empresarial                                   | John Chambers                                    | Michael S. Dell               | Patrick Soon-Shiong |

## Investigación informal sobre el aprendizaje de la ciencia

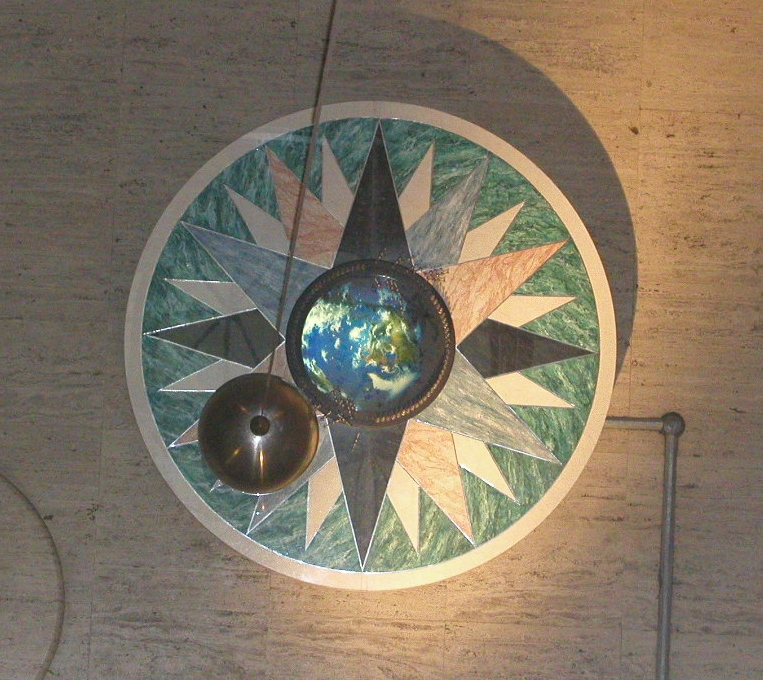
La escalera con el péndulo de Foucault es la pieza central del museo.

El Franklin Institute también realiza investigaciones sobre la educación científica informal. Las áreas de especial fortaleza son la tecnología educativa, las asociaciones escolares y el liderazgo juvenil. Además, el Centro ha creado una importante cartera de recursos en línea únicos en la historia de la ciencia, incluyendo exposiciones en línea sobre Ben Franklin y el Corazón, así como recursos sobre la Colección de Ingeniería Aeronáutica Wright.

## Programas

### Academia de Liderazgo Científico
Inaugurada en septiembre de 2006, la Academia de Liderazgo Científico es una asociación entre el Franklin Institute y el Distrito Escolar de Filadelfia.

### Desarrollo profesional de los maestros
El Franklin Institute ofrece institutos de verano y minicursos de un año escolar de duración para maestros de K-8, en colaboración con el Distrito Escolar de Filadelfia y la Oficina de Currículo e Instrucción.

### Asociaciones para el logro de carreras en la tecnología y la ciencia
Partnerships for Achieving Careers in Technology and Science, o PACTS, es un programa de todo el año de enriquecimiento de la ciencia, desarrollo de la carrera y oportunidades de liderazgo para estudiantes de secundaria y preparatoria de la región de Filadelfia. Los estudiantes de PACTS utilizan talleres de ciencia práctica, investigación de campo, viajes de campo y experimentos en laboratorio spara aprender cómo la ciencia afecta a su vida cotidiana.

### Las chicas del Centro
Girls at the Center es una asociación entre el Franklin Institute y las Girl Scouts of the USA que ofrece a las niñas y a sus familias la oportunidad de aprender juntos sobre la ciencia. Más de 100 sitios participaron en el programa, y más de 70 de ellos siguen activos hoy en día. Las niñas del Centro proporcionaron actividades para que las niñas las hagan con sus familias en casa, así como proyectos para ser completados en el sitio, todo culminando en una fiesta de fin de año.

### Nanotecnología
El Franklin Institute es miembro de la Nanoscale Informal Science Education Network (Red NISE).